# 汎欧州ゲーム情報

汎欧州ゲーム情報のロゴ

汎欧州ゲーム情報（はんおうしゅうゲームじょうほう、Pan European Game Information）は、EU圏内を中心にヨーロッパの29か国を対象にしたコンピュータゲームのレイティング審査を実施する機関。事務局はベルギー・ブリュッセルの欧州インタラクティブ・ソフトウェア連盟（ISFE）本部内に置かれている。略称はPEGI（ペギー）。2003年設立。

## 組織・審査基準の概要
レイティングは1994年に公表されたイギリスの業界団体・Entertainment and Leisure Software Publishers Association（ELSPA）による自主審査基準をベースにしている。
パッケージ表面には以下のように対象年齢が表示される（他のレイティング機関とは異なり、販売規制については明確に定められていない）。
| カテゴリ | 他のレイティング区分との比較（目安）                    | 他のレイティング区分との比較（目安） |
| カテゴリ | CERO                                                    | ESRB                                 |
| -------- | ------------------------------------------------------- | ------------------------------------ |
|          | 「審査予定」                                            | 『RP』                               |
| 3        | 「CERO：教育・データベース」 「CERO：A（全年齢対象）」  | 「eC」 「E」                         |
| 7        | 「CERO：A（全年齢対象）」                               | 「E」 「E+10」                       |
| 12       | 「CERO：B（12才以上対象）」 「CERO：C（15才以上対象）」 | 「E+10」 「T」                       |
| 16       | 「CERO：C（15才以上対象）」 「CERO：D（17才以上対象）」 | 「T」 「M」                          |
| 18       | 「CERO：Z（18才以上のみ対象）」                         | 「M」 「AO」                         |

パッケージ裏面には以下9種類のアイコンがあり、ゲームの内容について購入前に注意喚起を行う方式を採っている（全年齢対象に相当する「3」（2009年8月以前は「3+」）のソフトでは「オンライン」以外のアイコンは記載していない）。
- 「暴力表現」（CEROのコンテンツアイコン「暴力」に相当）
- 「スラング（汚い言葉づかい）」（CEROのコンテンツアイコン「言葉・その他」に相当）
- 「恐怖」（CEROのコンテンツアイコン「恐怖」に相当）
- 「性表現」（CEROのコンテンツアイコン「セクシャル」に相当）
- 「薬物濫用」（CEROのコンテンツアイコン「麻薬」に相当）
- 「組織犯罪描写」（CEROのコンテンツアイコン「犯罪」に相当）
- 「賭博」（CEROのコンテンツアイコン「ギャンブル」に相当）
- 「オンライン」
- 「ゲーム内課金」（2018年8月30日に追加）[3][4]。

なお、各国の文化や教育課程の相違を尊重する観点より、PEGIのレイティングには絶対的な拘束力を持たせておらず、国単位において±1歳の範囲で指値を設定することは認められている。これに伴い、ポルトガルでは「3+」を「4+」に引き上げ、「7+」を「6+」に引き下げて使用している。逆に、フィンランドでは2006年まで「12+」「16+」をそれぞれ「11+」「15+」に引き下げて使用していた。
「RULE of ROSE」（ソニー・コンピュータエンタテインメント、PEGIのレイティングは「16+」）の暴力表現に対してイタリア国内の週刊誌報道を契機に非難が高まったことを受けて、2007年1月に欧州委員会（EC）で未成年者に対するコンピュータゲームの提供規制に関する統一指令を制定する方針が決定された。これに伴い、現行の「18+」を（日本のCEROにおけるCERO：Z（18才以上のみ対象）と同様の）強制力を伴う禁止指定にするなどの基準変更や、現在は独自の青少年保護法施行に伴いPEGIに参加していないドイツ（2007年上期EC議長国）との基準のすり合わせ作業などが予想されており、指令の内容によってはPEGIの運営体制や審査基準にも大きな影響が出ると思われる。

## PEGIの審査対象国
ドイツを除くEU加盟国とリヒテンシュタインを除く欧州自由貿易連合（EFTA）加盟国を中心に、計31か国がPEGIのレイティングを採用している。
- アイスランド
- アイルランド
- イギリス
- イスラエル
- イタリア
- エストニア
- オーストリア
- オランダ

- キプロス
- ギリシャ
- スイス
- スウェーデン
- スペイン
- スロバキア
- スロベニア
- チェコ

- デンマーク
- ノルウェー
- ハンガリー
- フィンランド
- フランス
- ブルガリア
- ベルギー
- ポーランド

- ポルトガル
- マルタ
- ラトビア
- リトアニア
- ルーマニア
- ルクセンブルク

イギリスには根拠法を有する公的機関・全英映像等級審査機構（BBFC）もあり、現在はPEGIにコンピュータゲームの審査を委嘱しているが、イギリス国内で発売されるゲームソフトの一部（主にPEGIの「18+」区分ソフトと一部の「16+」・「12+」区分ソフト）にはPEGIのレイティング表示の代わりにBBFCのレイティング表示が記載されている。また、フィンランド（同国の憲法第12条に基づく）およびオーストリア・オランダではPEGIの審査に対して法的根拠が与えられている。
ドイツは同国の青少年保護法に基づき、公的審査機関・ソフトウェア事前審査機構（USK）が倫理審査を行っているため対象国には含まれない。そのため、EU圏内で発売されるゲームにはPEGIの年齢表示以外にUSKの菱形をしたアイコンも表示されている場合が多い。